# Xã Benton, Quận Lucas, Iowa
Xã Benton (tiếng Anh: Benton Township) là một xã thuộc quận Lucas, tiểu bang Iowa, Hoa Kỳ. Năm 2010, dân số của xã này là 366 người.